# آمزا پلئا
آمزا پلئا (رومانیایی: Amza Pellea؛ ‏ تلفظ رومانیایی: [ˈamza ˈpele̯a]؛ زادهٔ ۷ آوریل ۱۹۳۱ – درگذشته ۱۲ دسامبر ۱۹۸۳) بازیگر اهل رومانی بود که بیشتر نقش قهرمانان ملی را بازی می‌کرد.
از فیلم‌هایی که وی در آن‌ها نقش داشته‌است، می‌توان به کمیسر متهم می‌کند، عمو مارین میلیاردر، داس‌ها، سرنوشت بد، میهائیل، سگ سیرک، تلهٔ مزدوران، فناناپذیران، آنگاه همگی را به مرگ محکوم کردم، آخرین فشنگ، حق‌السکوت، یاغی‌ها و میهای دلیر اشاره نمود.